# Antiappennino
Prende il nome di Antiappennino (o Antiappennini) quelle serie di gruppi montuosi situati in Italia e indipendenti per la propria formazione dalla catena degli Appennini, da cui sono separati da larghi e profondi avvallamenti.
È costituito da un complesso piuttosto irregolare di sollevamenti montuosi, che s'incontrano più vicino alle coste, ai bordi esterni della zona subappenninica. Per la sua natura l'Antiappennino interessa molte regioni dell'Italia.
Sul versante adriatico appartiene all'Antiappennino il Gargano (1056m), sperone della penisola, ed i pianeggianti tavolati calcarei delle Murge e della Penisola Salentina. Il monte Conero (572 m), invece, è una piega degli Appennini veri e propri, che rientra nella sezione umbro-marchigiana.
Sul versante tirrenico i sollevamenti montuosi che costituiscono la fascia dell'Antiappennino, spiccano maggiormente.

## Suddivisione
Normalmente la suddivisione dell'Antiappennino viene data secondo le regioni italiane.

### Antiappennino toscano

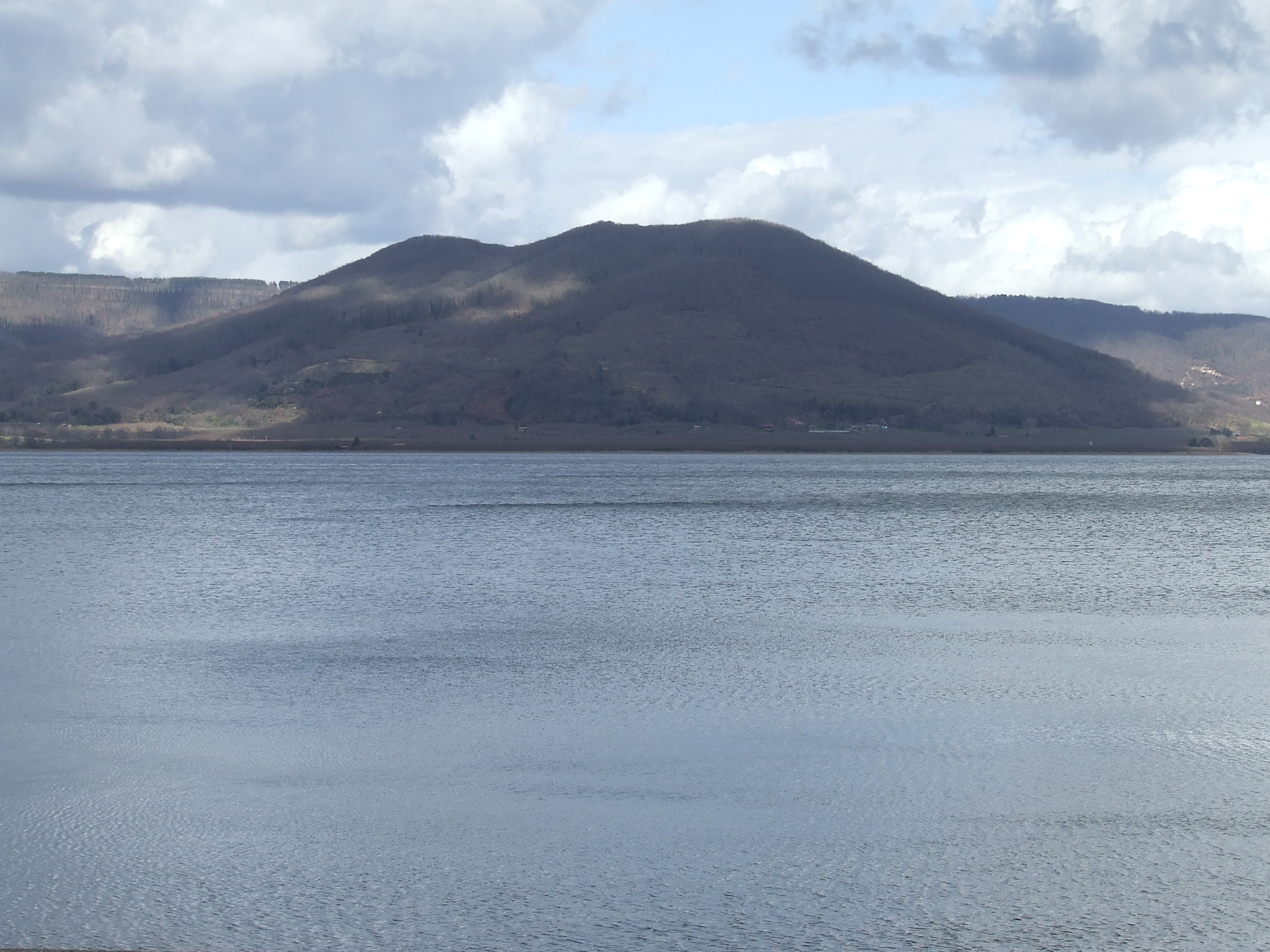
Monte Venere (Monti Cimini)

La catena principale è formata nella parte settentrionale dalle colline del Chianti e di Montepulciano, famose per i loro vini. La catena nella parte meridionale, dopo le dorsali del Monte Rufeno e della Selva di Meana, si deprime per lasciare passare il fiume Paglia, dopo il quale continua nella zona vulcanica dell'Antiappennino Tosco-Romano.
Ad occidente di questa catena si elevano le colline Metallifere della Toscana (monti della Castellina, di Siena, Cornate di Gerfalco, Poggio di Montieri).
Il gruppo più elevato è quello del Monte Amiata (1738 m), che si innalza a sud della foce dell'Ombrone e a est della sua valle, fino alle sorgenti del Paglia, a est del quale si elevano, prima il monte di Radicofani e dopo il monte Cetona. Il gruppo dell'Amiata si dirige verso sud-ovest, quindi si divide separando con il lato superiore l'Ombrone dall'Albegna, e con l'inferiore, che si prolunga fino al Monte Argentario, l'Albegna dal Fiora.

### Antiappennino laziale

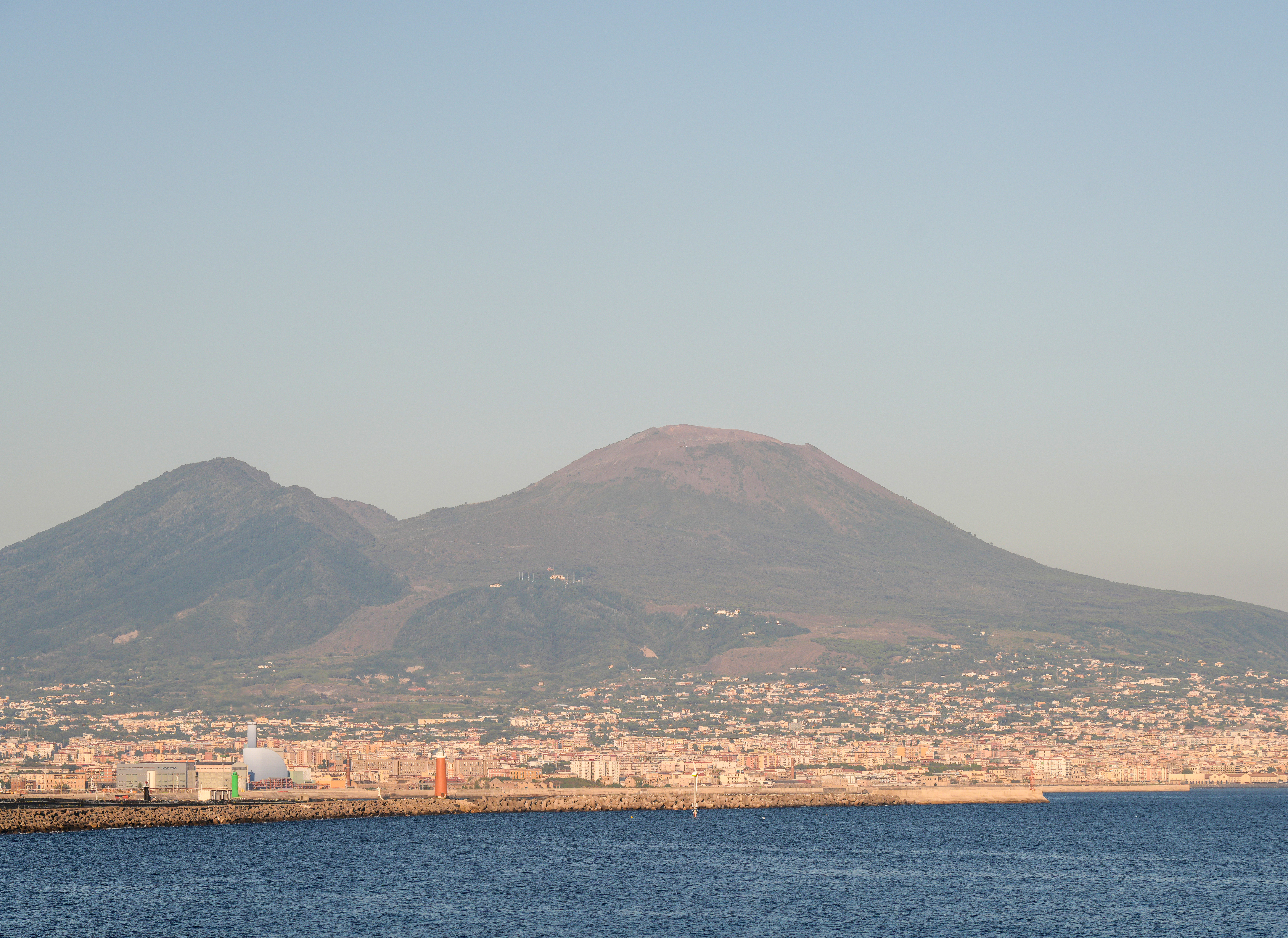
Vesuvio

Si estende dalla Fiora al Garigliano ed è diviso dal Tevere in due parti:
- Tra la Fiora ed il Tevere si presentano: i Monti Volsini attorno al Lago di Bolsena, i Monti Cimini attorno al lago di Vico, i Monti Sabatini attorno al Lago di Bracciano, tutti di origine vulcanica. Oltre il Treja sorge il Monte Soratte ad est dei Monti Sabatini. Tra il lago di Bracciano e Civitavecchia sorgono una serie di colline dette Monti della Tolfa.
- Oltre il Tevere continua la zona vulcanica antiappenninica con i Colli Albani, gruppo isolato che conserva ancora tracce di attività vulcaniche con varie solfatare. A sud-est dei Colli Albani sorgono i Monti Lepini (detti anche Pontini), e più a sud i Monti Ausoni e Aurunci. Tra i Monti lepini ed il mare si estende la Pianura Pontina. Oltre questa sul mare sorge il Monte Circeo che forma un breve catena lunga 5 km.

### Antiappennino campano
Dalla foce del Garigliano a quella del Sele, sempre lungo le rive del Tirreno, s'innalzano molti gruppi di montagne di origine vulcanica. Tra il Garigliano ed il Volturno, a nord di Sessa Aurunca sorge il gruppo vulcanico di Roccamonfina e tra questo ed il mare la breve catena calcarea di Monte Massico famosa per la produzione del vino di Falerno molto apprezzato dagli antichi romani. Tra il Matese ed il Vulcano di Roccamonfina, nascono i Monti Trebulani e nel Sud della Provincia di Caserta, i Monti Tifatini. Sul mare nella zona retrostante Pozzuoli sorge la zona vulcanica dei Campi Flegrei e più a sud, tra Napoli e Castellammare di Stabia, sorge il cono isolato del Vesuvio (1281 m). Infine nella penisola sorrentina i Monti Lattari.

### Antiappennino apulo-garganico
Il Gargano, le Murge e le alture della penisola Salentina vanno considerate come un sottosistema distinto dall'Appennino per essere di natura totalmente diversa da quello.
- Promontorio del Gargano. La forte depressione di San Severo lo separa dagli appennini. Esso è formato da un altopiano di altezza media di 800 metri che si estende dal Lago di Lesina a Manfredonia con monti isolati che sorgono sparsi, fra questi i più alti sono il Monte Calvo (1065 m) ed il Monte Spigno (1010 m). La parte orientale forma il vero e proprio promontorio ed è coperta da ampie foreste che prendono il nome di Foresta Umbra.
- Le Murge. Tra il Bradano, il corso inferiore dell'Ofanto ed il mare sorge un altopiano di altezza media 400 metri inclinato verso l'Adriatico. Disseminate si trovano colline e alture che raggiungono i 700 metri (Murge di Minervino 687 m). Non vi sono fiumi perché il suolo di natura carsica contiene molte fessure in cui le acque si inabissano.

## Montagne principali
- Monte Amiata - 1.738 m
- Vesuvio - 1.281 m
- Monte Cetona - 1.148 m
- Monte Calvo - 1.056 m
- Monte Cimino - 1.053 m
- Monte Soratte - 691 m

## Laghi
La zona antiappenninica è ricca di laghi soprattutto di origine vulcanica. I principali tra questi sono:
- Lago di Bolsena
- Lago di Bracciano
- Lago di Lesina
- Lago di Varano
- Lago di Martignano
- Lago di Vico
- Lago Albano
- Lago di Nemi